# Heterelmis glaber
Heterelmis glaber là một loài bọ cánh cứng trong họ Elmidae. Loài này được Horn miêu tả khoa học năm 1870.